# Холовејвил (Илиноис)
Холовејвил (енгл. Hollowayville) град је у америчкој савезној држави Илиноис.

## Демографија
По попису из 2010. године број становника је 84, што је 6 (-6,7%) становника мање него 2000. године.
| Група             | 2000.       | 2010.      |
| Белци             | 90 (100,0%) | 78 (92,9%) |
| Афроамериканци    | 0 (0,0%)    | 3 (3,6%)   |
| Азијати           | 0 (0,0%)    | 0 (0,0%)   |
| Хиспаноамериканци | 0 (0,0%)    | 1 (1,2%)   |
| Укупно            | 90          | 84         |